# Cankurtaran (Fatih)
Cankurtaran è una mahalle del distretto di Fatih, sul lato europeo della provincia di Istanbul. Il quartiere, che costituisce la punta estrema della penisola storica, contiene il Palazzo di Topkapı all'interno dei suoi confini.

## Geografia fisica
Il quartiere confina con Hocapaşa a nord, Alemdar a ovest, Binbirdirek a sud-ovest, i quartieri di Sultanahmet a sud e il Bosforo a est.

## Storia
Il quartiere fu soprannominato Cankurtaran (cioè "salvatore" in Turco) dalla gente del posto perché le alte mura del Palazzo del Bucoleone bloccarono le onde dello tsunami che si formò nel Mar di Marmara durante il terremoto di Costantinopoli del 1509, e che si diceva avessero raggiunto cinque metri.

## Trasporti
Cankurtaran ha una stazione sulla linea T6 Sirkeci-Kazlıçeşme.